# 담양 이씨
담양 이씨(潭陽李氏)는 전라남도 담양군을 본관으로 하는 한국의 성씨이다. 

## 역사
시조 이덕명(李德明)은 백제 때 신평호장(新平戶長)을 지낸 신평 이씨 이인수(李仁壽)의 후손으로 전한다. 이덕명은 고려조에 문하시중(門下侍中)을 역임하고 고려 인종 때 담양군(潭陽君)에 봉해졌다. 시호는 문간(文簡)이다.
1009년(고려 현종 즉위년) 문하시랑평장사(門下侍郎平章事)에 오른 전주인(全州人) 류방헌(柳邦憲) 묘지명(墓誌銘)에 따르면 그의 할아버지 류법반(柳法攀)은 후백제의 우좌군(右將軍)을 지냈으며, 그의 어머니 승화군대부인(承化郡大夫人) 담양 이씨(潭陽李氏)는 후백제 신검(神劍)의 정변을 예견하고 몸을 숨긴 이염악(李廉岳)의 딸이라고 기록되어 있다.
이영간(李令幹)은 1040년(정종 6) 사관수찬(史館修撰)이 되었고, 1042년 비서소감 겸 한림시강학사(秘書少監兼翰林侍講學士)가 되었으며, 1052년(문종 6) 예부상서(禮部尙書)가 되었다가 그해 한림학사(翰林學士)가 되었다. 1056년 상서우복야(尙書右僕射)로서 지공거(知貢擧)가 되었다.

## 인물
- 이성(李晟, 1251년 ∼ 1325년) : 약관으로 문과에 급제하여 온수감무(溫水監務)를 거쳐 수원사록(水原司錄)이 되었으나 벼슬을 그만두고 죽계촌사(竹溪村舍)로 낙향하여 벼슬을 하지 않고 경서(經書)를 연구하는 데 전념하였다. 뒤에 천거되어 국자박사(國子博士)와 합문지후(閤門祗候)가 되었다. 1309년(충선왕 1) 좌사보(左思補)가 되었는데, 죽계촌사를 그리워 하여 벼슬을 그만 두고 다시 낙향하였다. 충선왕이 연경(燕京)에 있으면서 그의 이름을 듣고 내서사인(內書舍人)으로 특진시켰으며, 뒤이어 전의부령(典儀副令)·예문응교를 거쳐 선부의랑(選部議郎)이 되었다. 1314년(충숙왕 1) 벼슬을 버리고 낙향하므로 민부전서(民部典書)로 올려 치사(致仕)하게 하였다.